# Himmelsflöten
Himmelsflöten este o arie protejată (arie specială de conservare — SAC, sit de importanță comunitară — SCI, arie de protecție specială avifaunistică — SPA) din Suedia întinsă pe o suprafață de 2.319,9 ha, integral pe uscat.

## Localizare
Centrul sitului Himmelsflöten este situat la coordonatele 62°15′39″N 14°36′09″E / 62.2608°N 14.6026°E.

## Înființare
Situl Himmelsflöten a fost declarat sit de importanță comunitară în aprilie 2004 pentru a proteja 9 specii de animale. Alte tipuri de protecție:
- arie de protecție specială avifaunistică (în aprilie 2004)[2]
- arie specială de conservare (în martie 2011)[1][3][4]

## Biodiversitate
Situată în ecoregiunea boreală, aria protejată conține 1 habitat natural: Turbării Aapa.
La baza desemnării sitului se află mai multe specii protejate de  păsări (9): cocoșul de mesteacăn (Bonasa bonasia), cufundar mic (Gavia stellata), bătăuș (Philomachus pugnax), ciocănitoare de munte (Picoides tridactylus), ploier auriu (Pluvialis apricaria), corcodel-urechiat (Podiceps auritus), cocoșul de mesteacăn (Tetrao tetrix tetrix),  cocoș de munte (Tetrao urogallus), fluierar de mlaștină (Tringa glareola).